# Луций Марий (трибун)
Луций Марий (на латински: Lucius Marius) е политик на Римската република през края на 1 век пр.н.е. по времето на заговора на Катилина. Произлиза от фамилията Марии.
През 62 пр.н.е. е народен трибун. Участва с колегата си Катон Млади в подготвянето на закона Lex De Triumphis.